# Tommy Brown (cầu thủ bóng đá, sinh năm 1906)
Thomas Frank "Tommy" Brown (1906 – ?) là một cầu thủ bóng đá người Anh thi đấu ở vị trí hậu vệ ở Football League cho Fulham và ở bóng đá non-league cho Percy Main Amateurs, Crook Town và York City.